# Copa Libertadores 1976
La Copa Libertadores 1976 fue la decimoséptima edición del torneo de clubes más importante de América del Sur, organizado por la Confederación Sudamericana de Fútbol, en la que participaron equipos de diez países sudamericanos: Argentina, Bolivia, Brasil, Chile, Colombia, Ecuador, Paraguay, Perú, Uruguay y Venezuela.
El campeón fue Cruzeiro de Brasil, que obtuvo su primer título en el certamen, obtenido además con el mejor rendimiento histórico de la copa tras vencer 11 partidos, empatar 1 y sólo perder 1. Gracias a ello, disputó la Copa Intercontinental 1976 ante Bayern Múnich de Alemania, y se clasificó directamente a la segunda fase de la Copa Libertadores 1977.
En el partido entre Alianza Lima y Santa Fe, disputado el 4 de abril en la capital peruana, y válido por el Grupo 4 de la primera fase, Félix Suárez convirtió un gol apenas seis segundos después del pitido inicial, transformándolo en el tanto más rápido en la historia del certamen.

## Formato
La competición se disputó bajo el mismo formato que se venía utilizando desde la edición de 1974. El campeón vigente accedió de manera directa a la segunda fase, mientras que los 20 equipos restantes disputaron la primera. En ella, los clubes fueron divididos en cinco grupos de 4 equipos cada uno de acuerdo a sus países de origen, de manera que los dos representantes de una misma asociación nacional debían caer en la misma zona. El ganador de cada uno de los cinco grupos clasificó a la segunda fase, uniéndose al campeón vigente, estableciéndose dos zonas de 3 equipos. El primer posicionado en cada una de ellas accedió a la final, que se llevó a cabo en encuentros de ida y vuelta, disputándose un partido de desempate en caso de ser necesario.
|                           |                           | Equipos que entran en esta fase                                                                          | Equipos que provienen de la fase anterior   |
| ------------------------- | ------------------------- | --- | ------------------------------------------- |
| Primera fase (20 equipos) | Primera fase (20 equipos) | - 2 equipos de Argentina, Bolivia, Brasil, Chile, Colombia, Ecuador, Paraguay, Perú, Uruguay y Venezuela |                                             |
| Segunda fase (6 equipos)  | Segunda fase (6 equipos)  | - 1 equipo, campeón de la Copa Libertadores 1975                                                         | - 5 equipos clasificados de la Primera fase |
| Final (2 equipos)         | Final (2 equipos)         | | - 2 equipos primeros de la Segunda fase     |

## Equipos participantes
En cursiva los equipos debutantes en el torneo.
| País                                | Equipo                                     | Vía de clasificación |
| ----------------------------------- | ------------------------------------------ | --- |
| Argentina 2 cupos + campeón vigente | Independiente River Plate Estudiantes (LP) | Campeón de la Copa Libertadores 1975 Campeón del Campeonato Metropolitano 1975 y del Campeonato Nacional 1975 Ganador del partido entre los subcampeones del Campeonato Metropolitano y del Campeonato Nacional |
| Bolivia 2 cupos                     | Guabirá Bolívar                            | Campeón del Campeonato de Primera División 1975 Subcampeón del Campeonato de Primera División 1975 |
| Brasil 2 cupos                      | Internacional Cruzeiro                     | Campeón del Campeonato Brasileño de 1975 Subcampeón del Campeonato Brasileño de 1975 |
| Chile 2 cupos                       | Unión Española Palestino                   | Campeón del Campeonato de Primera División 1975 Ganador de la Liguilla Pre-Libertadores 1975 |
| Colombia 2 cupos                    | Santa Fe Millonarios                       | Campeón del Campeonato Colombiano 1975 Subcampeón del Campeonato Colombiano 1975 |
| Ecuador 2 cupos                     | Liga de Quito Deportivo Cuenca             | Campeón del Campeonato Ecuatoriano de 1975 Subcampeón del Campeonato Ecuatoriano de 1975 |
| Paraguay 2 cupos                    | Olimpia Sportivo Luqueño                   | Campeón del Campeonato Paraguayo de 1975 Subcampeón del Campeonato Paraguayo de 1975 |
| Perú 2 cupos                        | Alianza Lima Alfonso Ugarte                | Campeón del Campeonato Descentralizado 1975 Subcampeón del Campeonato Descentralizado 1975 |
| Uruguay 2 cupos                     | Peñarol Nacional                           | 1.º puesto de la Liguilla Pre-Libertadores de América de 1975 2.º puesto de la Liguilla Pre-Libertadores de América de 1975                                                                                     |
| Venezuela 2 cupos                   | Portuguesa Deportivo Galicia               | Campeón de la Primera División Venezolana 1975 Subcampeón de la Primera División Venezolana 1975 |

### Distribución geográfica de los equipos
Distribución geográfica de las sedes de los equipos participantes:

## Primera fase

### Grupo 1
| Equipo            | Pts. | PJ | PG | PE | PP | GF | GC | DG  |
| ----------------- | ---- | -- | -- | -- | -- | -- | -- | --- |
| River Plate       | 10   | 6  | 5  | 0  | 1  | 10 | 3  | 7   |
| Estudiantes (LP)  | 9    | 6  | 4  | 1  | 1  | 11 | 3  | 8   |
| Portuguesa        | 5    | 6  | 2  | 1  | 3  | 8  | 11 | –3  |
| Deportivo Galicia | 0    | 6  | 0  | 0  | 6  | 3  | 15 | –12 |

| \| Fecha \| Lugar \| Local \| Resultado \| Visitante \| \| ------------- \| ------------ \| ----------------- \| --------- \| ----------------- \| \| 25 de febrero \| Caracas \| Deportivo Galicia \| 1:2 \| Portuguesa \| \| 25 de febrero \| Buenos Aires \| River Plate \| 1:0 \| Estudiantes (LP) \| \| 1 de marzo \| Acarigua \| Portuguesa \| 2:2 \| Estudiantes (LP) \| \| 4 de marzo \| Caracas \| Deportivo Galicia \| 0:1 \| River Plate \| \| 5 de marzo \| Acarigua \| Portuguesa \| 0:2 \| River Plate \| \| 6 de marzo \| Caracas \| Deportivo Galicia \| 0:1 \| Estudiantes (LP) \| \| 23 de marzo \| Buenos Aires \| River Plate \| 2:1 \| Portuguesa \| \| 25 de marzo \| La Plata \| Estudiantes (LP) \| 3:0 \| Portuguesa \| \| 30 de marzo \| La Plata \| Estudiantes (LP) \| 4:0 \| Deportivo Galicia \| \| 1 de abril \| Buenos Aires \| River Plate \| 4:1 \| Deportivo Galicia \| \| 7 de abril \| La Plata \| Estudiantes (LP) \| 1:0 \| River Plate \| \| 7 de abril \| Acarigua \| Portuguesa \| 3:1 \| Deportivo Galicia \| |              |                   |           |                   |
| Fecha | Lugar        | Local             | Resultado | Visitante         |
| 25 de febrero | Caracas      | Deportivo Galicia | 1:2       | Portuguesa        |
| 25 de febrero | Buenos Aires | River Plate       | 1:0       | Estudiantes (LP)  |
| 1 de marzo | Acarigua     | Portuguesa        | 2:2       | Estudiantes (LP)  |
| 4 de marzo | Caracas      | Deportivo Galicia | 0:1       | River Plate       |
| 5 de marzo | Acarigua     | Portuguesa        | 0:2       | River Plate       |
| 6 de marzo | Caracas      | Deportivo Galicia | 0:1       | Estudiantes (LP)  |
| 23 de marzo | Buenos Aires | River Plate       | 2:1       | Portuguesa        |
| 25 de marzo | La Plata     | Estudiantes (LP)  | 3:0       | Portuguesa        |
| 30 de marzo | La Plata     | Estudiantes (LP)  | 4:0       | Deportivo Galicia |
| 1 de abril | Buenos Aires | River Plate       | 4:1       | Deportivo Galicia |
| 7 de abril | La Plata     | Estudiantes (LP)  | 1:0       | River Plate       |
| 7 de abril | Acarigua     | Portuguesa        | 3:1       | Deportivo Galicia |

### Grupo 2
| Equipo           | Pts. | PJ | PG | PE | PP | GF | GC | DG  |
| ---------------- | ---- | -- | -- | -- | -- | -- | -- | --- |
| Liga de Quito    | 8    | 6  | 3  | 2  | 1  | 10 | 5  | 5   |
| Deportivo Cuenca | 8    | 6  | 3  | 2  | 1  | 9  | 6  | 3   |
| Bolívar          | 6    | 6  | 3  | 0  | 3  | 16 | 11 | 5   |
| Guabirá          | 2    | 6  | 1  | 0  | 5  | 2  | 15 | –13 |

| \| Fecha \| Lugar \| Local \| Resultado \| Visitante \| \| ----------- \| ---------- \| ---------------- \| --------- \| ---------------- \| \| 14 de marzo \| Santa Cruz \| Guabirá \| 1:0 \| Bolívar \| \| 14 de marzo \| Quito \| Liga de Quito \| 1:1 \| Deportivo Cuenca \| \| 21 de marzo \| Cuenca \| Deportivo Cuenca \| 3:1 \| Bolívar \| \| 21 de marzo \| Quito \| Liga de Quito \| 4:0 \| Guabirá \| \| 24 de marzo \| Cuenca \| Deportivo Cuenca \| 1:0 \| Guabirá \| \| 24 de marzo \| Quito \| Liga de Quito \| 2:1 \| Bolívar \| \| 4 de abril \| Cuenca \| Deportivo Cuenca \| 0:0 \| Liga de Quito \| \| 4 de abril \| La Paz \| Bolívar \| 7:1 \| Guabirá \| \| 11 de abril \| Santa Cruz \| Guabirá \| 0:1[n. 1] \| Liga de Quito \| \| 11 de abril \| La Paz \| Bolívar \| 4:2 \| Deportivo Cuenca \| \| 14 de abril \| La Paz \| Bolívar \| 3:2 \| Liga de Quito \| \| 14 de abril \| Santa Cruz \| Guabirá \| 0:2 \| Deportivo Cuenca \| |            |                  |           |                  |
| Fecha | Lugar      | Local            | Resultado | Visitante        |
| 14 de marzo | Santa Cruz | Guabirá          | 1:0       | Bolívar          |
| 14 de marzo | Quito      | Liga de Quito    | 1:1       | Deportivo Cuenca |
| 21 de marzo | Cuenca     | Deportivo Cuenca | 3:1       | Bolívar          |
| 21 de marzo | Quito      | Liga de Quito    | 4:0       | Guabirá          |
| 24 de marzo | Cuenca     | Deportivo Cuenca | 1:0       | Guabirá          |
| 24 de marzo | Quito      | Liga de Quito    | 2:1       | Bolívar          |
| 4 de abril | Cuenca     | Deportivo Cuenca | 0:0       | Liga de Quito    |
| 4 de abril | La Paz     | Bolívar          | 7:1       | Guabirá          |
| 11 de abril | Santa Cruz | Guabirá          | 0:1       | Liga de Quito    |
| 11 de abril | La Paz     | Bolívar          | 4:2       | Deportivo Cuenca |
| 14 de abril | La Paz     | Bolívar          | 3:2       | Liga de Quito    |
| 14 de abril | Santa Cruz | Guabirá          | 0:2       | Deportivo Cuenca |

Partido desempate
| Fecha       | Lugar     |                  | Resultado |               |
| ----------- | --------- | ---------------- | --------- | ------------- |
| 22 de abril | Guayaquil | Deportivo Cuenca | 1:2       | Liga de Quito |

### Grupo 3
| Equipo           | Pts. | PJ | PG | PE | PP | GF | GC | DG |
| ---------------- | ---- | -- | -- | -- | -- | -- | -- | -- |
| Cruzeiro         | 11   | 6  | 5  | 1  | 0  | 20 | 9  | 11 |
| Internacional    | 7    | 6  | 3  | 1  | 2  | 10 | 8  | 2  |
| Olimpia          | 4    | 6  | 1  | 2  | 3  | 7  | 11 | –4 |
| Sportivo Luqueño | 2    | 6  | 1  | 0  | 5  | 5  | 14 | –9 |

| \| Fecha \| Lugar \| Local \| Resultado \| Visitante \| \| ----------- \| -------------- \| ---------------- \| --------- \| ---------------- \| \| 7 de marzo \| Belo Horizonte \| Cruzeiro \| 5:4 \| Internacional \| \| 7 de marzo \| Asunción \| Olimpia \| 2:3 \| Sportivo Luqueño \| \| 13 de marzo \| Asunción \| Sportivo Luqueño \| 1:3 \| Cruzeiro \| \| 14 de marzo \| Porto Alegre \| Internacional \| 1:0 \| Olimpia \| \| 18 de marzo \| Asunción \| Olimpia \| 2:2 \| Cruzeiro \| \| 21 de marzo \| Porto Alegre \| Internacional \| 3:0 \| Sportivo Luqueño \| \| 24 de marzo \| Belo Horizonte \| Cruzeiro \| 4:1 \| Sportivo Luqueño \| \| 28 de marzo \| Porto Alegre \| Internacional \| 0:2 \| Cruzeiro \| \| 28 de marzo \| Asunción \| Sportivo Luqueño \| 0:1 \| Olimpia \| \| 4 de abril \| Belo Horizonte \| Cruzeiro \| 4:1 \| Olimpia \| \| 11 de abril \| Asunción \| Sportivo Luqueño \| 0:1 \| Internacional \| \| 13 de abril \| Asunción \| Olimpia \| 1:1 \| Internacional \| |                |                  |           |                  |
| Fecha | Lugar          | Local            | Resultado | Visitante        |
| 7 de marzo | Belo Horizonte | Cruzeiro         | 5:4       | Internacional    |
| 7 de marzo | Asunción       | Olimpia          | 2:3       | Sportivo Luqueño |
| 13 de marzo | Asunción       | Sportivo Luqueño | 1:3       | Cruzeiro         |
| 14 de marzo | Porto Alegre   | Internacional    | 1:0       | Olimpia          |
| 18 de marzo | Asunción       | Olimpia          | 2:2       | Cruzeiro         |
| 21 de marzo | Porto Alegre   | Internacional    | 3:0       | Sportivo Luqueño |
| 24 de marzo | Belo Horizonte | Cruzeiro         | 4:1       | Sportivo Luqueño |
| 28 de marzo | Porto Alegre   | Internacional    | 0:2       | Cruzeiro         |
| 28 de marzo | Asunción       | Sportivo Luqueño | 0:1       | Olimpia          |
| 4 de abril | Belo Horizonte | Cruzeiro         | 4:1       | Olimpia          |
| 11 de abril | Asunción       | Sportivo Luqueño | 0:1       | Internacional    |
| 13 de abril | Asunción       | Olimpia          | 1:1       | Internacional    |

### Grupo 4
| Equipo         | Pts. | PJ | PG | PE | PP | GF | GC | DG |
| -------------- | ---- | -- | -- | -- | -- | -- | -- | -- |
| Alianza Lima   | 8    | 6  | 3  | 2  | 1  | 8  | 4  | 4  |
| Millonarios    | 6    | 6  | 2  | 2  | 2  | 8  | 5  | 3  |
| Alfonso Ugarte | 6    | 6  | 1  | 4  | 1  | 5  | 8  | –3 |
| Santa Fe       | 4    | 6  | 1  | 2  | 3  | 7  | 11 | –4 |

| \| Fecha \| Lugar \| Local \| Resultado \| Visitante \| \| ----------- \| ------ \| -------------- \| --------- \| -------------- \| \| 4 de marzo \| Lima \| Alianza Lima \| 0:0 \| Alfonso Ugarte \| \| 4 de marzo \| Bogotá \| Millonarios \| 1:1 \| Santa Fe \| \| 7 de marzo \| Bogotá \| Santa Fe \| 2:2 \| Alfonso Ugarte \| \| 7 de marzo \| Bogotá \| Millonarios \| 1:0 \| Alianza Lima \| \| 11 de marzo \| Bogotá \| Millonarios \| 4:0 \| Alfonso Ugarte \| \| 11 de marzo \| Bogotá \| Santa Fe \| 2:3 \| Alianza Lima \| \| 25 de marzo \| Puno \| Alfonso Ugarte \| 0:0 \| Alianza Lima \| \| 25 de marzo \| Bogotá \| Santa Fe \| 1:0 \| Millonarios \| \| 4 de abril \| Lima \| Alianza Lima \| 3:0 \| Santa Fe \| \| 7 de abril \| Puno \| Alfonso Ugarte \| 2:1 \| Santa Fe \| \| 13 de abril \| Puno \| Alfonso Ugarte \| 1:1 \| Millonarios \| \| 18 de abril \| Lima \| Alianza Lima \| 2:1 \| Millonarios \| |        |                |           |                |
| Fecha | Lugar  | Local          | Resultado | Visitante      |
| 4 de marzo | Lima   | Alianza Lima   | 0:0       | Alfonso Ugarte |
| 4 de marzo | Bogotá | Millonarios    | 1:1       | Santa Fe       |
| 7 de marzo | Bogotá | Santa Fe       | 2:2       | Alfonso Ugarte |
| 7 de marzo | Bogotá | Millonarios    | 1:0       | Alianza Lima   |
| 11 de marzo | Bogotá | Millonarios    | 4:0       | Alfonso Ugarte |
| 11 de marzo | Bogotá | Santa Fe       | 2:3       | Alianza Lima   |
| 25 de marzo | Puno   | Alfonso Ugarte | 0:0       | Alianza Lima   |
| 25 de marzo | Bogotá | Santa Fe       | 1:0       | Millonarios    |
| 4 de abril | Lima   | Alianza Lima   | 3:0       | Santa Fe       |
| 7 de abril | Puno   | Alfonso Ugarte | 2:1       | Santa Fe       |
| 13 de abril | Puno   | Alfonso Ugarte | 1:1       | Millonarios    |
| 18 de abril | Lima   | Alianza Lima   | 2:1       | Millonarios    |

### Grupo 5
| Equipo         | Pts. | PJ | PG | PE | PP | GF | GC | DG |
| -------------- | ---- | -- | -- | -- | -- | -- | -- | -- |
| Peñarol        | 8    | 6  | 3  | 2  | 1  | 7  | 4  | 3  |
| Unión Española | 8    | 6  | 3  | 2  | 1  | 5  | 3  | 2  |
| Palestino      | 5    | 6  | 2  | 1  | 3  | 5  | 6  | –1 |
| Nacional       | 3    | 6  | 0  | 3  | 3  | 5  | 9  | –4 |

| \| Fecha \| Lugar \| Local \| Resultado \| Visitante \| \| ----------- \| ---------- \| -------------- \| --------- \| -------------- \| \| 3 de marzo \| Montevideo \| Peñarol \| 1:1 \| Nacional \| \| 9 de marzo \| Santiago \| Unión Española \| 1:0 \| Palestino \| \| 13 de marzo \| Santiago \| Unión Española \| 0:0 \| Peñarol \| \| 14 de marzo \| Santiago \| Palestino \| 2:1 \| Nacional \| \| 17 de marzo \| Santiago \| Palestino \| 1:0 \| Peñarol \| \| 18 de marzo \| Santiago \| Unión Española \| 2:0 \| Nacional \| \| 24 de marzo \| Montevideo \| Nacional \| 1:2 \| Peñarol \| \| 24 de marzo \| Santiago \| Palestino \| 0:1 \| Unión Española \| \| 30 de marzo \| Montevideo \| Peñarol \| 2:1 \| Palestino \| \| 31 de marzo \| Montevideo \| Nacional \| 1:1 \| Unión Española \| \| 3 de abril \| Montevideo \| Nacional \| 1:1 \| Palestino \| \| 4 de abril \| Montevideo \| Peñarol \| 2:0 \| Unión Española \| |            |                |           |                |
| Fecha | Lugar      | Local          | Resultado | Visitante      |
| 3 de marzo | Montevideo | Peñarol        | 1:1       | Nacional       |
| 9 de marzo | Santiago   | Unión Española | 1:0       | Palestino      |
| 13 de marzo | Santiago   | Unión Española | 0:0       | Peñarol        |
| 14 de marzo | Santiago   | Palestino      | 2:1       | Nacional       |
| 17 de marzo | Santiago   | Palestino      | 1:0       | Peñarol        |
| 18 de marzo | Santiago   | Unión Española | 2:0       | Nacional       |
| 24 de marzo | Montevideo | Nacional       | 1:2       | Peñarol        |
| 24 de marzo | Santiago   | Palestino      | 0:1       | Unión Española |
| 30 de marzo | Montevideo | Peñarol        | 2:1       | Palestino      |
| 31 de marzo | Montevideo | Nacional       | 1:1       | Unión Española |
| 3 de abril | Montevideo | Nacional       | 1:1       | Palestino      |
| 4 de abril | Montevideo | Peñarol        | 2:0       | Unión Española |

## Segunda Fase

### Grupo 1
| Equipo        | Pts. | PJ | PG | PE | PP | GF | GC | DG |
| ------------- | ---- | -- | -- | -- | -- | -- | -- | -- |
| Cruzeiro      | 8    | 4  | 4  | 0  | 0  | 18 | 3  | 15 |
| Liga de Quito | 2    | 4  | 1  | 0  | 3  | 4  | 10 | –6 |
| Alianza Lima  | 2    | 4  | 1  | 0  | 3  | 4  | 13 | –9 |

| \| Fecha \| Lugar \| Local \| Resultado \| Visitante \| \| ---------- \| -------------- \| ------------- \| --------- \| ------------- \| \| 5 de mayo \| Quito \| Liga de Quito \| 2:1 \| Alianza Lima \| \| 9 de mayo \| Quito \| Liga de Quito \| 1:3 \| Cruzeiro \| \| 12 de mayo \| Lima \| Alianza Lima \| 0:4 \| Cruzeiro \| \| 20 de mayo \| Belo Horizonte \| Cruzeiro \| 7:1 \| Alianza Lima \| \| 26 de mayo \| Lima \| Alianza Lima \| 2:0 \| Liga de Quito \| \| 30 de mayo \| Belo Horizonte \| Cruzeiro \| 4:1 \| Liga de Quito \| |                |               |           |               |
| Fecha | Lugar          | Local         | Resultado | Visitante     |
| 5 de mayo | Quito          | Liga de Quito | 2:1       | Alianza Lima  |
| 9 de mayo | Quito          | Liga de Quito | 1:3       | Cruzeiro      |
| 12 de mayo | Lima           | Alianza Lima  | 0:4       | Cruzeiro      |
| 20 de mayo | Belo Horizonte | Cruzeiro      | 7:1       | Alianza Lima  |
| 26 de mayo | Lima           | Alianza Lima  | 2:0       | Liga de Quito |
| 30 de mayo | Belo Horizonte | Cruzeiro      | 4:1       | Liga de Quito |

### Grupo 2
| Equipo        | Pts. | PJ | PG | PE | PP | GF | GC | DG |
| ------------- | ---- | -- | -- | -- | -- | -- | -- | -- |
| River Plate   | 5    | 4  | 2  | 1  | 1  | 4  | 1  | 3  |
| Independiente | 5    | 4  | 2  | 1  | 1  | 2  | 1  | 1  |
| Peñarol       | 2    | 4  | 1  | 0  | 3  | 1  | 5  | –4 |

| \| Fecha \| Lugar \| Local \| Resultado \| Visitante \| \| ----------- \| ------------ \| ------------- \| --------- \| ------------- \| \| 13 de mayo \| Buenos Aires \| River Plate \| 0:0 \| Independiente \| \| 26 de mayo \| Avellaneda \| Independiente \| 1:0 \| Peñarol \| \| 15 de junio \| Montevideo \| Peñarol \| 1:0 \| River Plate \| \| 23 de junio \| Avellaneda \| Independiente \| 0:1 \| River Plate \| \| 30 de junio \| Buenos Aires \| River Plate \| 3:0 \| Peñarol \| \| 7 de julio \| Montevideo \| Peñarol \| 0:1 \| Independiente \| |              |               |           |               |
| Fecha | Lugar        | Local         | Resultado | Visitante     |
| 13 de mayo | Buenos Aires | River Plate   | 0:0       | Independiente |
| 26 de mayo | Avellaneda   | Independiente | 1:0       | Peñarol       |
| 15 de junio | Montevideo   | Peñarol       | 1:0       | River Plate   |
| 23 de junio | Avellaneda   | Independiente | 0:1       | River Plate   |
| 30 de junio | Buenos Aires | River Plate   | 3:0       | Peñarol       |
| 7 de julio | Montevideo   | Peñarol       | 0:1       | Independiente |

Partido desempate
| Fecha       | Lugar        |             | Resultado |               |
| ----------- | ------------ | ----------- | --------- | ------------- |
| 16 de julio | Buenos Aires | River Plate | 1:0       | Independiente |

## Final
| Ida; 21 de julio de 1976 | Cruzeiro                                    | 4:1 (3:0) | River Plate | Estadio Mineirão, Belo Horizonte                              |                                                               |
|                          | Nelinho 22' · Palhinha 29', 40' · Waldo 80' |           | Más 63'     | Asistencia: 58 720 espectadores Árbitro(s): Vicente Llobregat | Asistencia: 58 720 espectadores Árbitro(s): Vicente Llobregat |

| Vuelta; 28 de julio de 1976 | River Plate                    | 2:1 (1:0) | Cruzeiro     | Estadio Monumental, Buenos Aires                                     |                                                                      |
|                             | J. J. López 10' · González 76' |           | Palhinha 48' | Asistencia: 90 000 espectadores Árbitro(s): José Luis Martínez Bazán | Asistencia: 90 000 espectadores Árbitro(s): José Luis Martínez Bazán |

| Desempate; 30 de julio de 1976 | River Plate           | 2:3 (0:1) | Cruzeiro                                  | Estadio Nacional, Santiago                                   |                                                              |
|                                | Más 59' · Urquiza 64' |           | Nelinho 24' · Ronaldo 55' · Joãozinho 88' | Asistencia: 35 182 espectadores Árbitro(s): Alberto Martínez | Asistencia: 35 182 espectadores Árbitro(s): Alberto Martínez |

|                              |
|                              |
| Campeón Cruzeiro 1.er título |

## Estadísticas

### Goleadores
| Jugador         | Club             | Goles |
| --------------- | ---------------- | ----- |
| Palhinha        | Cruzeiro         | 13    |
| Jairzinho       | Cruzeiro         | 12    |
| Joãozinho       | Cruzeiro         | 8     |
| Ángel Liciardi  | Deportivo Cuenca | 6     |
| Nelinho         | Cruzeiro         | 6     |
| Hugo Cabezas    | Estudiantes (LP) | 5     |
| Oscar Fabbiani  | Palestino        | 5     |
| Juan José Pérez | Liga de Quito    | 5     |
| Carlos Aragonés | Bolívar          | 4     |
| Polo Carrera    | Liga de Quito    | 4     |
| Pedro González  | River Plate      | 4     |
| Oscar Más       | River Plate      | 4     |
| Ovidio Messa    | Bolívar          | 4     |
| Carlos Núñez    | Portuguesa       | 4     |